# Tangping
Tangping (躺平) ou « s'allonger à plat » est un terme Internet apparu en république populaire de Chine en 2021, qui selon certains chercheurs et auteurs, dénote une contre-culture chinoise. Il fait référence à l'attitude de certains jeunes de rejeter les pressions sociales liées à la culture du travail, « au lieu de suivre les attentes de la société et de persister dans la lutte », choisissent de « rester à plat, sans désir ni revendication ». Elle est considérée comme un moyen de lutter contre l'« involution » (内卷化 nèijuǎnhuà) de la société. Le Tangping peut se voir comme une réaction de rejet de la pression du modèle 996 (travailler de 9 heures du matin à 9 heures du soir, 6 jours par semaine).
Le débat sur sa signification a attiré des centaines de millions de visites sur Weibo, et le terme a suscité des mises en garde de la part des universitaires et des médias d'État.
Le mouvement a été décrit comme une culture de la résistance passive, du minimalisme et de l'anti-consumérisme. Contrairement aux hikikomori au Japon, ces jeunes Chinois ne sont pas isolés socialement, mais choisissent volontairement de revoir à la baisse leurs ambitions professionnelles et adopter un mode de vie frugal, priorisant leur santé mentale au matérialisme.

## Terminologie
Le terme 躺平 provient de l'expression 躺平任嘲 (tǎngpíng rèncháo), qui signifie s'allonger et laisser les gens se moquer.

## Histoire
En 2011, il est apparu pour la première fois sur Baidu Tieba dans un post opposé au mariage,.
Des tendances similaires ont été observées ces dernières années. En 2016, des photos d'un acteur chinois avachi dans une sitcom des années 90 sont devenues un mème populaire.
La popularité du Tangping a amené certains à repenser à un phénomène plus ancien, celui des Sanhe Dashen (三和大神). Il s'agit de jeunes travailleurs migrants qui se sont installés à Shenzhen et ont accepté un travail informel, travaillant une journée puis passant les trois suivantes dans des cybercafés. Les médias les ont d'abord présentés comme des accros du jeu, mais des entretiens avec eux ont révélé que leur retrait des relations de travail normales n'était pas un choix de vie. Certains d'entre eux avaient vendu leur carte d'identité pour 100 yuans et avaient peu de possibilités d'accéder à un emploi stable ou à un logement.
L'opposition entre le mouvement Tangping et la position officielle des autorités, selon certains auteurs, remonte, dans l'histoire de la Chine, aussi loin que l'opposition entre le mouvement Taoïste et la position légiste.

## Sociologie
Le mouvement a été comparé à d'autres phénomènes se produisant dans les pays industrialisés. Pour Lin Zhonghong, chercheur à l'Institut des études sociales de l'Academia Sinica à Taïwan et auteur du livre The collapse generation, il reflète les tendances générales d'une jeunesse qualifée de « génération de l'effondrement » (collapse generation).

## Description

### Aspects culturels
Le sens de cette attitude consiste à « ne pas acheter de maison, ne pas acheter de voiture, ne pas se marier, ne pas avoir d'enfants, ne pas consommer » et « maintenir un niveau de vie minimum, refuser de devenir une machine à gagner de l'argent pour les autres et un esclave à exploiter ». Il s'agit des réponses de la « jeunesse à faible désir » (低慾望青年) à la situation actuelle de faible mobilité sociale, une classe moyenne qui diminue, une augmentation des travailleurs pauvres, des relations de travail peu harmonieuses et une structure socio-économique peu engageante, etc.
Certains observateurs ont tracé un parallèle entre la culture 996 et le mouvement Tangping. « Le Tangping est né sous la persécution de la culture des 996 heures », a soutenu un écrivain sur la plateforme Zhihu. « Nous, les employés, sommes trop fatigués. Nous devons nous allonger et nous reposer. »
Dans une publication intitulée « Manifeste du tangping », un jeune Chinois décrit le mouvement comme une « tentative d'introduire pour la première fois un courant idéologique prônant la subjectivité humaine » en Chine. Le message disait « s'allonger à plat, c'est la justice ». Il parlait également des philosophes grecs et décrivait son expérience de vie avec 200 yuans [31 dollars] par mois, deux repas par jour et sans travailler pendant deux ans, rapporte le South Morning China Post.
L'utilisateur a déclaré : « Je peux simplement dormir dans mon tonneau en profitant d'un bain de soleil comme Diogène, ou vivre dans une grotte comme Héraclite et penser au 'Logos' ».
Les netizens chinois profitent de ce moment philosophique pour promouvoir le Tangping comme stratégie de résistance pour les « ciboules ».
Les ciboules, dans le langage de l'internet chinois, sont constituées de personnes dont l'existence laborieuse a contribué à alimenter la révolution économique de la Chine, tandis que des prédateurs à la recherche de gains ayant des liens avec l'élite politique « récolteraient » (comme de la ciboule) les fruits de leur travail.
Les partisans du Tangping s'attaquent également à l'« involution » (内卷化), un terme anthropologique que les internautes chinois se sont approprié pour décrire un système politico-économique qui se pousse dans ses retranchements plutôt que de chercher à évoluer.
De par sa nature, le Tangping est très similaire à une autre tendance qui a émergé quelques années auparavant, la « culture sàng (丧) » ou « culture apocalyptique », qui mettait en évidence un manque général de motivation personnelle chez les jeunes Chinois. Manifestation directe de ces aspects socio-économiques, la jeunesse supporte le poids d'exigences accrues et a actuellement recours à une protestation subtile qui appelle à un meilleur équilibre entre vie professionnelle et vie privée, simplement en s'allongeant et en ne faisant rien.

### Aspects politiques et sociaux
Le Tangping est conçu comme l'antidote de l'« involution », mais aussi l'expression d'une résistance passive. Les individus ne peuvent pas changer les forces plus larges responsables des pressions socio-économiques, comme les monopoles des grandes entreprises et leur capacité à fixer arbitrairement les normes de travail. Au lieu de cela, ils battent en retraite et refusent de s'engager : ils se couchent.
Xiang Biao, professeur d'anthropologie sociale à l'Université d'Oxford qui s'intéresse à la société chinoise, a qualifié la culture tangping de tournant pour la Chine. « Les jeunes ressentent une sorte de pression qu'ils ne peuvent pas expliquer et ils ont le sentiment que les promesses n'ont pas été tenues », a-t-il déclaré. « Les gens réalisent que l'amélioration matérielle n'est plus la source la plus importante du sens de la vie. »
La mort soudaine de deux employés de Pinduoduo au cours de la nouvelle année a une fois de plus mis en évidence la pression que les travailleurs doivent supporter dans les grandes entreprises technologiques chinoises, et la quasi-impossibilité d'une promotion sociale.
Le marché du travail est devenu encore plus compétitif depuis la pandémie de Covid-19. Le taux de chômage des travailleurs âgés de 16 à 24 ans est passé à 13,6 % en mars 2021. Les salaires moyens ont augmenté mais restent faibles par rapport à la hausse du coût de la vie dans les villes chinoises. Pour se protéger de l'inflation, les investisseurs plongent dans l'immobilier. Les prix des logements neufs ont augmenté de 0,48 % entre mars et avril, laissant les travailleurs à faible revenu confinés dans des espaces de vie de plus en plus exigus.

## Implications culturelles et politiques

### Réactions dans le monde télévisuel
Le célèbre présentateur de la Télévision centrale de Chine, Bai Yansong a fait l'objet de controverses de la part de la jeune génération pour avoir remis en question les difficultés des jeunes par rapport aux pressions de la vie. « Serait-ce vraiment une bonne chose si on nous garantissait à tous des prix de logement très bas, sans aucune pression, et que la fille qui vous plaît vous accepte facilement pour peu que vous la poursuiviez ? Serait-ce vraiment une bonne chose ? » a-t-il déclaré lors d'un talk-show.
Le premier juin 2021, la chaîne de télévision du Hubei publie un article s'opposant à ceux qui pratiquent le Tangping, comparé à une maladie chronique, fustigeant leur manque de responsabilité et incitant la jeunesse à s'inspirer des progrès réalisés sous la Nouvelle ère prônée par Xi Jinping.

### Réactions de censure sur Internet
Le 30 mai 2021, au moins quatre groupes Tangping sur Douban, une plateforme de médias sociaux populaire qui s'adresse en particulier aux jeunes, ont été supprimés. Le lendemain, la même plateforme a signalé Tangping comme un mot clé sensible et l'a censuré, car un grand nombre de netizens ont utilisé ce terme pour se moquer de la nouvelle politique des trois enfants de Pékin.
Durant le même mois, le régulateur (en) chinois sur Internet a ordonné aux plateformes en ligne de « strictement limiter » les nouveaux messages sur le Tangping, selon une directive obtenue par le New York Times. Une deuxième directive exigeait que les plateformes de commerce électronique cessent de vendre des vêtements, des étuis de téléphone et d'autres marchandises portant la marque « Tangping »

### Réactions de la presse, des autorités chinoises et d'académiques
En mai 2021, un article publié par l'agence de presse gouvernementale Xinhua critique le mouvement Tangping et le qualifie de « soupe de poulet empoisonnée » (毒鸡汤).
Dans un article au sujet d'un documentaire consacré à la jeunesse des chercheurs chinois de l'Université nationale associée du Sud-Ouest, comme le prix Nobel de physique Yang Zhengning, qui a reçu de nombreux éloges de la part des spectateurs depuis sa sortie dans les salles de cinéma de la Chine continentale, le journal Global Times évoque la « culture tangping, devenue virale parmi les jeunes Chinois », la qualifie de « mode de vie découragé » et recueille le témoignage de spectateurs du film, inspirés à « réfléchir au sens de la vie » et à « la vie extraordinaire qu'une jeune personne devrait mener ».
Le Guangming Daily et le Nanfang Daily, affiliés à l'État, publient un article exhortant Pékin à prêter attention et à assister la jeunesse,.
« Le Tangping entraînera de nombreux inconvénients pour le développement économique et social », peut-on lire. « L'objectif d'un développement de haute qualité ne peut être atteint sans les contributions créatives de notre jeunesse. »
Des experts tels que le professeur Li Fengliang de la prestigieuse université de Tsinghua ont été interviewés et ont souligné que le Tangping était un concept irresponsable, contraire à l'éthique socialiste qui permet à l'économie de se développer. La Ligue de la jeunesse communiste a également pris parti, rappelant sévèrement comment « des milliers de jeunes médecins et infirmières ont lutté sans relâche pour arrêter le coronavirus : ils ne se sont pas couchés sur le dos ».
Après cette prise de position officielle, la censure s'est déplacée, a dissimulé le hashtag Tangping et bloqué les forums qui en parlaient, décrivant la tendance comme une forme de résistance à un système égalitaire.
Le hashtag #Tsinghua professor calls tangping mindset irresponsible# a généré plus de 400 millions de vues sur le site de microblogging Weibo durant une période de trois semaines.